# Ludvig Christian Oertz
Ludvig Christian Oertz (11. oktober 1717 – 6. april 1774 i København) var en dansk amtmand, bror til grev Frederik Oertz.
Han var søn af generalmajor Balthasar Friedrich von Oertzen og Charlotte Amalie komtesse Friis. 1737 udnævntes han til kammerjunker, men efter et par år at have gjort tjeneste i Danske Kancelli forlod han 1751 hoftjenesten for at blive amtmand over Vordingborg og Tryggevælde Amter og udnævntes samtidig til konferensråd; 1755 forflyttedes han som amtmand til Nykøbing Falster, fra hvilket embede han 1772 afskedigedes. Oertz, der 1763 var blevet hvid ridder, 1765 havde fået enkedronningens orden og 1769 var blevet gehejmeråd, døde ugift i København 6. april 1774